# Loge De Achterhoek

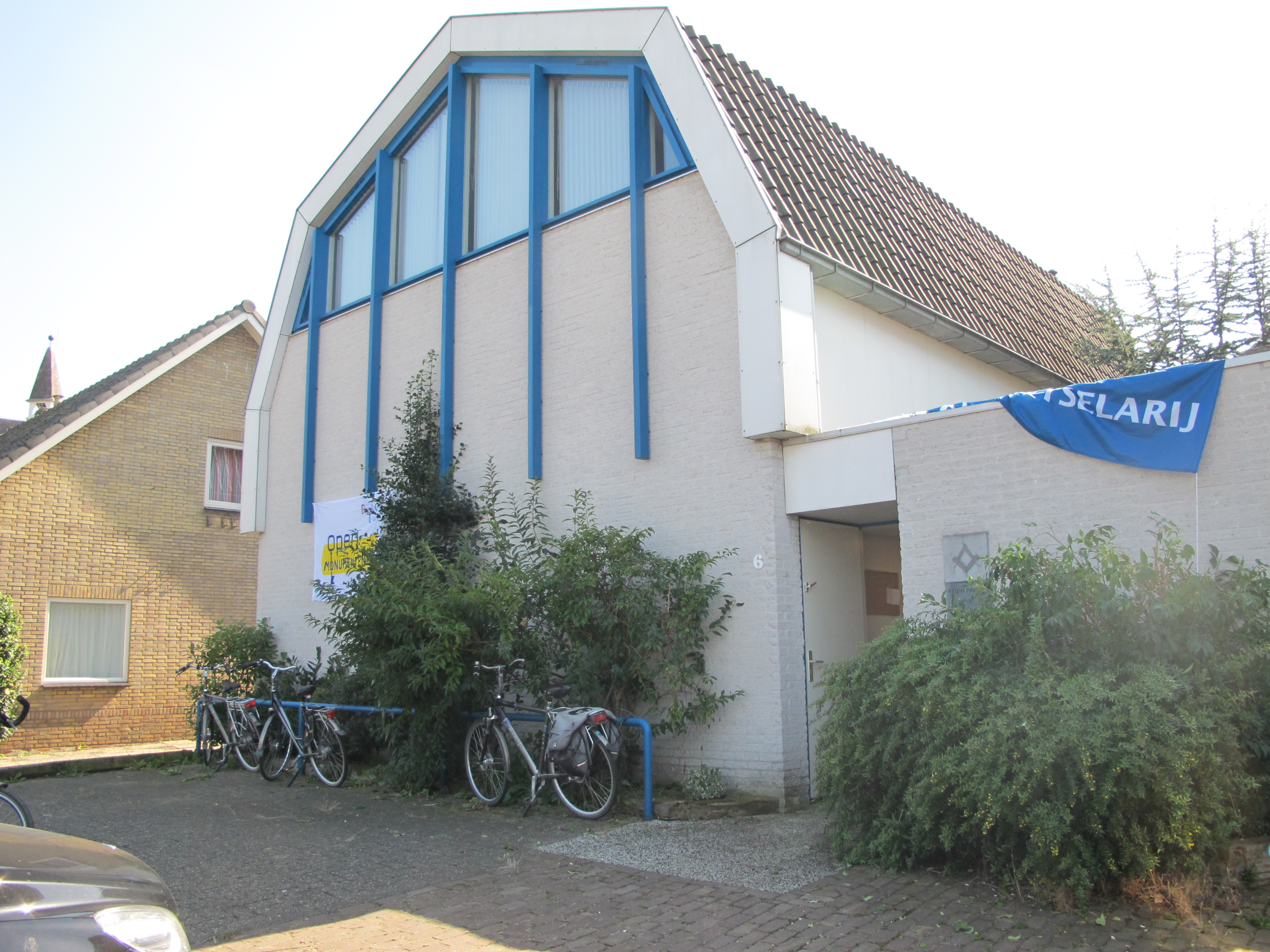
Logegebouw aan de Jeugdkerkstraat

Loge De Achterhoek is een vrijmetselaarsloge in Winterswijk opgericht in 1950, vallende onder het Grootoosten der Nederlanden.

## Geschiedenis
Deze loge is voortgekomen uit de Maçonnieke Kring ‘De Achterhoek’, die in 1920 gesticht was door J. Bull, R. Fabriek, J. van Rugge, S. Schaap, H.J.L. Sicherer, L. Trijbits, E.F. Schrader, E. Kreiken, J.W. Mersselink, H.J.G. ten Dam en E.J. Berkhoff. Het verzoek tot stichting van de loge werd op 4 mei 1950 gedaan door L.M. Timmerman, L. Boogert, J.G. Korteling, J.W. Baretta, F. Ritsema, J.R. Verwers, S. Dragten en M.M. Poppers (jr.). De constitutiebrief is gedateerd: 18 juni 1950. De loge werd geïnstalleerd op 17 januari 1951.

## Betekenis naam
In de aanvrage van de constitutie geven de oprichters geen motivatie van de gekozen naam. In bericht van de oprichting van de Maçonnieke Kring ‘De Achterhoek’, lezen we: “Tegen den tijd dat er mogelijk een Loge met bep. werkkr. uit groeit, zal er wellicht een naam van meer vooruitstrevenden klank door onze Bbr. pioniers voor hunne werkpl. bedacht zijn”.

## Voorzittend Meesters
In onderstaande lijst een overzicht van de Voorzittend Meesters van Loge De Achterhoek gedurende de eerste 25 jaar van haar bestaan.
| Van  | Tot  | Voorzittend Meester |
| ---- | ---- | ------------------- |
| 1950 | 1959 | L.H. Timmerman      |
| 1959 | 1963 | J.W. Baretta        |
| 1963 | 1965 | H.C. Reinders       |
| 1965 | 1971 | J. Köhler           |
| 1971 | 1972 | F. van den Berg     |
| 1972 | —    | H. ter Burg         |

Vrijmetselarij · Beginselen · Geschiedenis · Symbolen · Vrijmetselaarsloge · Ordegrondwet · Obediëntie · Regulariteit en irregulariteit · Ritus · Graden · Grootmeester · Gemengde vrijmetselarij · Para-vrijmetselarij · Antivrijmetselarij · Vrijmetselarij in Nederland · Vrijmetselarij in België · Internationale vrijmetselarij
>>> Meer info op Portaal:Vrijmetselarij <<<